# Église de la Nativité-de-la-Mère-de-Dieu d'Ivkovački Prnjavor
Pour les articles homonymes, voir Église de la Nativité-de-la-Mère-de-Dieu.
L'église de la Nativité-de-la-Mère-de-Dieu d'Ivkovački Prnjavor (en serbe cyrillique : Црква Рођења Пресвете Богородице у Ивковачком Прњавору ; en serbe latin : Crkva Rođenja Presvete Bogorodice u Ivkovačkom Prnjavoru) est une église orthodoxe serbe serbe située à Ivkovački Prnjavor, sur le territoire de la ville de Jagodina et dans le district de Pomoravlje, en Serbie. Elle est inscrite sur la liste des monuments culturels protégés de la république de Serbie (no SK 2111),,,.

## Présentation
L'église est située dans la gorge de la rivière Županjevačka reka,.
Selon la légende, elle a été construite à l'époque du prince Lazar (1329-1389) ; ce prince l'aurait donnée à son forgeron-apiculteur Ivko et elle serait devenue le centre d'un monastère connu sous le nom de monastère d'Ivković, qui, plus tard, est devenu un métoque du monastère de Kalenić. Au cours de son histoire, elle a été incendiée puis reconstruite plusieurs, et son apparence actuelle remonte à 1768.
Aujourd'hui, l'église est reconstruite en pierres et enduite d'un mortier de chaux mélangé à du sable jaune, ; les façades sont dépourvues de décoration. De dimensions modestes, elle est constituée d'une nef unique prolongée par une abside demi-circulaire et précédée d'un narthex ; le transept se termine sur les côtés nord et sud par des chapelles peu développées ; à l'intersection de la nef et du transept, à l'intérieur, se trouve un tambour circulaire avec une coupole qui, à l'extérieur, correspond à un tambour octogonal surmonté d'un dôme,. Le narthex est doté de deux niches peu profondes sur les murs nord et sud,. La zone de l'autel est dotée deux petites chapelles, l'une pour la proscomidie, l'autre pour le diakonikon,.
À l'origine, le sol était en bois puis le bois a été remplacé par de la pierre ; l'ancienne iconostase a été remplacée par une nouvelle structure à laquelle les icônes d'origine ont été intégrées,.